# La Pantera Rosa
La Pantera Rosa (títol original en anglès The Pink Panther) és una pel·lícula animada estatunidenca de l'any 1963, dirigida per Blake Edwards i protagonitzada per David Niven i Peter Sellers. És la primera d'una sèrie de pel·lícules en les quals el protagonisme passa directament a centrar-se en l'inspector Clouseau. Aquesta pel·lícula ha estat doblada al català.

## Argument
És una pel·lícula de suspens que tracta d'una joia, anomenada La pantera rosa, la qual té un gran valor. El seu nom prové del fet que a dins s'hi pot apreciar la silueta d'una pantera. Peter Sellers, en el paper de l'inspector Clouseau, ha d'impedir el robatori de la Pantera Rosa.
La trama es complica quan es comencen a apreciar les maldestres habilitats de l'inspector, la qual cosa suposa un gran desavantatge.
Com a lladre, tenim el Fantasma, personatge interpretat per l'actor David Niven.
L'inspector Clouseau comença a seguir el rastre i arriba fins a Itàlia, on coneix un home ric anglès, que es diu Sir Charles Lytton (David Niven), i a qui nomena com a principal sospitós. La seva dona, Simone, entaula una gran amistat amb la dona de l'inspector, i juntes ajuden el sospitós a escapar. Finalment inculpen l'inspector del robatori.

## Repartiment
- David Niven: Sir Charles Lytton
- Peter Sellers: Inspector Jacques Clouseau
- Robert Wagner: George Lytton
- Capucine: Simone Clouseau
- Claudia Cardinale: Princess Dala
- Brenda De Banzie: Angela Dunning
- Colin Gordon: Tucker
- John Le Mesurier: advocat defensor
- James Lanphier: Saloud
- Guy Thomajan: Artoff
- Michael Trubshawe: Felix Townes
- Riccardo Billi: Aristoteles Sarajos
- Meri Welles: Monica Fawn
- Martin Miller: Pierre Luigi
- Fran Jeffries: Prima griega

## Altres crèdits
- Disseny de producció: Guy Luongo i Jack McEdward
- Direcció artística: Fernando Carrere
- Assistent de direcció: Ottavio Oppo
- Director de segona unitat: Owen Crump
- So: Alexander Fisher
- Editor musical: Richard Carruth
- Efectes de so: Gilbert D. Marchant
- Efectes especials: Lee Zavitz
- Decorats: Reginald Allen, Jack Stevens i Arrigo Breschi
- Disseny de vestuari: Yves Saint-Laurent (vestuari de Claudia Cardinale i Capucine).
- Maquillatge: Amalia Paoletti i Giancarlo de Leonardis (perruqueria); Michele Trimarchi i Euclide Santoli (maquillatge)

## Banda sonora
L'àlbum de banda sonora va ser publicat per RCA Records, produïda per Joe Reisman i consistia en música escrita per Henry Mancini, interpretada per la seva orquestra. Es va gravar del 16 al 18 de setembre de 1963. El 2001, el disc de la banda sonora va rebre el premi de Grammy Hall of Fame Award. El 2005, la partitura es va incloure a la llista AFI's 100 Years of Film Scores en el seu número 20.

### Llista de temes
| 1. | «The Pink Panther Theme»                                       | 2: 37 |
| 2. | «Had Better Be Tonight (Meglio Stasera)» (versió instrumental) | 1: 46 |
| 3. | «Royal Blue»                                                   | 3: 11 |
| 4. | «Champagne and Quail»                                          | 2:45  |
| 5. | «The Village Inn»                                              | 2: 36 |
| 6. | «The Tiber Twist»                                              | 2: 50 |

| 1. | «Had Better Be Tonight (Meglio Stasera)» | 1: 57 |
| 2. | «Cortina»                                | 1: 55 |
| 3. | «The Lonely Princess»                    | 2:28  |
| 4. | «Something for Sellers»                  | 2: 49 |
| 5. | «Piano and Strings»                      | 2: 38 |
| 6. | «Shades of Sennett»                      | 1: 26 |

## Títols de crèdit
Encara que el títol de la pel·lícula realment es refereix a una joia, els crèdits es presenten en una seqüència de dibuixos animats amb una pantera rosa que interacciona amb les lletres de diverses maneres: cartes que giren, escriptura de paraules, inserció de crèdits addicionals, etc. La Pantera Rosa de dibuixos animats, creada per Friz Freleng, ha aparegut posteriorment de la mateixa manera en diverses seqüeles d'aquesta pel·lícula i curtmetratges fins a tenir la seva pròpia sèrie de televisió The Pink Panther Show (1969). Els autors de l'animació dels títols de crèdit no van ser acreditats ells mateixos a la pel·lícula.

## Seqüeles
- A shot in the Dark (1964)
- Inspector Clouseau (1968)
- La Pantera Rosa torna (1975)
- La Pantera Rosa torna a atacar (1976)
- La venjança de la Pantera Rosa (1978)
- Darrere la pista de la Pantera Rosa (1982)
- La maledicció de la Pantera Rosa (1983)
- El fill de la Pantera Rosa (1993)

## Versions
Es va fer un remake d'aquesta pel·lícula el 2006. En aquesta pel·lícula, el detectiu (Steve Martin) ha de resoldre l'assassinat d'un entrenador de futbol famós i esbrinar qui robava el famós diamant Pantera Rosa.
També hi va haver uns dibuixos animats anomenats The Pink Panther's Show, on els protagonistes eren una pantera rosa, i l'inspector Clouseau relacionats amb les pel·lícules anteriors.